# هديومة
الهَدْيُومَة أو الفُوتَنْج الكاذِب أو النَّعْنَاع النفَّاذ (الاسم العلمي: Hedeoma) هي جنس من النباتات يتبع الفصيلة الشفوية من رتبة الشفويات

## أنواع الهديومة
- هديومة بلجيانية
- هديومة تودسنية
- هديومة دورموندية
- هديومة منتشرة
- هديومة منفتحة
- هديومة بيضاوية الأوراق
- هديومة جميلة
- هديومة حبقية
- هديومة زوفية الأوراق
- هديومة شعثاء
- هديومة قزمة
- هديومة لينة
- هديومة متقابلة الذرى
- هديومة مخددة
- هديومة مسننة
- هديومة مشعرة
- هديومة مطوية
- هديومة رفيرشونية
- هديومة إرفنغية
- هديومة بالميرية
- هديومة جبلية
- هديومة حلوة
- هديومة دقيقة الأهداب
- هديومة رقيقة الأزهار
- هديومة سنديانية
- هديومة صغيرة الأوراق
- هديومة ضئيلة
- هديومة فلفلية
- هديومة كثيرة الأزهار
- هديومة مبهجة
- هديومة متعددة الأزهار
- هديومة متوسطة
- هديومة مرهفة الجذع
- هديومة مغزرية الأوراق
- هديومة مفرضة
- هديومة مفلطحة الأوراق
- هديومة شيواوا
- هديومة جونستونية